# 結婚禁行曲
《結婚禁行曲》（英語：Just Get Married），2015年福斯國際電視網、怡佳娛樂、三立電視聯合出品的電視電影，由宥勝、夏于喬、許孟哲、惟毅、楊雅筑、林昱秀領銜主演。本劇描述關於遲遲不婚、想婚、以及離了婚再次等待愛情降臨的都會男女，他們之間的愛情故事。2015年6月18日舉行開鏡記者會，福斯國際電視網頻道暨節目營運總經理陳安祥、三立電視行銷公關部資深副總經理張正芬共同宣布開拍。2015年10月24日衛視電影台首播。本片獲得文化部影視及流行音樂產業局與臺中市政府新聞局補助。

## 播出時間

### 首播
| 頻道       | 所在地 | 首播日期       | 播放時間    |
| ---------- | ------ | -------------- | ----------- |
| 衛視電影台 | 臺灣   | 2015年10月24日 | 週六 21：00 |

## 故事大綱
如果婚姻是愛情的墳墓，有些人選擇安樂死，自願走入婚姻；而有些人，誓死都要活下去！
三個不婚的死黨好友－－一個是有強迫症，並且與女人絕緣的幼稚園園長張傑生；一個是花心肉食男，不願為一棵樹放棄整座森林的建築師Peter；一個是憤世嫉俗，活在化糞池的憤青包明龍（暴龍）。這三個男人不婚的原因和理由各異，都將《結婚進行曲》視為安魂曲，禁止自己走入紅地毯的那一端。然而，當愛神的箭射中他們，命中注定的女人出現，他們還能堅守各自的原則、不婚到底嗎？

## 演員列表

### 主要演員
| 演員   | 角色           | 介紹 |
| 宥勝   | 張傑生         | 有強迫症的幼稚園園長。物品都要成雙成對，擺直擺正；出門或睡覺前必定會反覆一再檢查瓦斯是否有關？門是否鎖好？交往過的女友都受不了他的強迫症，至今沒有女人能忍受他超過三十天，使得他幾乎與女人絕緣。 |
| 夏于喬 | 林冰冰         | 早婚的她，由於老公不務正業好賭而跟他離婚，獨自帶著五歲的兒子陽陽一起生活。在綜藝團當電子花車女郎賺錢養家。前夫仍三不五時來找她要錢，若是不給，就恐嚇她要把陽陽帶走。                             |
| 許孟哲 | Peter          | 建築師。深得女人緣，標準夜店咖，換女友如換衣服，自知自己不適合婚姻，打定終生當個快樂單身族。 |
| 惟毅   | 包明龍（暴龍） | 大學講師。是個標準的憤青，時常參加抗議活動，對未來的社會抱消極看法，和女友小美交往十年，卻沒打算結婚生子。                                                                                       |
| 楊雅筑 | Apple、Angel   | 白天在幼稚園是小朋友眼中清純樸素的老師，到了晚上，她運用神奇化妝術變身為濃妝豔抹、性感火辣的大眼正妹。                                                                                           |
| 林昱秀 | 小美           | 關心環保議題，時常參加抗爭活動。和男友暴龍交往十年。 |

### 其他演員
| 演員           | 角色     | 介紹                                                                                 |
| 羅北安         | 忠叔     | 寶拉阿姨的老公，是個怕老婆的好好先生，老婆說一他不敢說二。                           |
| 嚴藝文         | 寶拉阿姨 | 張傑生的阿姨。只要見到人，臉上永遠帶著濃妝。打從她上大學之後，就沒有素顏見人。       |
| 朱宥丞         | 陽陽     | 林冰冰的兒子。五歲，在傑生的幼稚園就讀。乖巧懂事，聰明靈敏。總能體貼母親冰冰的辛苦。 |
| 蕭景鴻（阿弟） | 陳俊賓   | 林冰冰的前夫。不務正業，好賭成性，跟林冰冰離婚多年，還老是跟她伸手要錢。             |
| 葉蕙芝         | 團長     | 林冰冰的老闆。對冰冰照顧有加，總是和冰冰站在同一陣線。                               |
| 百白           | 護士     | Peter開刀住院照顧他的護士。                                                          |

## 電視電影歌曲
| 曲別   | 歌名 | 演唱者 | 作詞 | 作曲 |
| 片頭曲 |      |        |      |      |
| 片尾曲 |      |        |      |      |

## 製作團隊
- 監製：王淑娟、郭慧娟
- 製作人：張玉川、謝志文
- 導演：郭春暉、蘇皇銘
- 編劇：黃淑筠、陳怡如
- 表演指導：黄毓棠
- 策畫統籌：邵芷薇
- 製片：林佳儒
- 製片助理：曾愷皓、劉榛苓、朱怡如
- 燈光師：莊宏祥
- 燈光助理：莊宏彬、許祐梧、鄭智遠
- 副導：吳璨琦
- 場記：張博斌
- 音樂總監：荒山亮
- 音效：聲境有限公司
- 配樂：火箭八八音樂
- 美術：柯青每
- 美術助理：林璟吟、張心寧
- 攝影：黃偉烈
- 攝影助理：陳立維、黃信龍、鍾佳育
- 剪接：翁韻如
- 造型指導：周建良
- 造型執行：張薰予
- 造型助理：陳羿綺
- 髮型師：劉珊吟
- 化妝師：黃可馨
- 服裝管理：許景婷
- 劇照師：張致遠
- 側拍：張致凱
- 收音：李昶憲
- 麥克風操作員：洪正泰
- 場務領班：王正山
- 場務人員：陳彥勳、王邊邊
- 演員管理：李文心
- 動畫：歐兔數位映像
- 調光：時間軸科技股份有限公司
- 視覺：吳孟娟

## 拍攝地點
該片於台中市多處拍攝，包括：惠BRT快捷巴士、草悟道、綠光計劃、亞洲大學等等。臺中市政府也給予該片100萬元輔導金及拍攝支援。

## 外部連結
- 台灣 衛視電影台的Facebook專頁

| 台灣 衛視電影台 週六晚間9點全台首播 |
| ----------------------------------- |
| 結婚禁行曲 2015.10.24               |